# Podłaźnisko
Podłaźnisko – część wsi Łaźnisko w Polsce, położona w województwie podlaskim, w powiecie sokólskim, w gminie Szudziałowo, na skraju Puszczy Odelskiej i Wzgórz Sokólskich.
W latach 1975–1998 Podłaźnisko administracyjnie należało do województwa białostockiego.
Wierni kościoła rzymskokatolickiego należą do parafii św. Wincentego Ferreriusza i św. Bartłomieja Apostoła w Szudziałowie.